# デズデモーナ (小惑星)
デズデモーナ (666 Desdemona) は、小惑星帯に位置する小惑星。ドイツの天文学者アウグスト・コプフがハイデルベルクで発見した。
ウィリアム・シェイクスピアの悲劇『オセロー』の登場人物デズデモーナにちなんで命名された。
天王星の衛星にも同名のデズデモーナがある。